# Péterfia Zoltán
Péterfia Zoltán (születési nevén: Petricz Zoltán) (Tótkomlós, 1909. november 11. – Pécs, 2005. július 2.) magyar–német szakos tanár, az Orosházi Táncsics Mihály Gimnázium első intézményvezető-helyettese volt egy évtizeden át (1933–1943), 1950-ig az intézmény tanára volt. Musulin Béla mellett az ő nevéhez köthető az Orosházi Gimnáziumi Előkészítő Tanfolyam megszervezése, amely az Orosházi Táncsics Mihály Gimnázium és Kollégium, illetve a Székács József Evangélikus Óvoda, Általános Iskola és Gimnázium elődjének számít. 1953-tól 1976-os nyugalmazásáig a Pécsi Tudományegyetem oktatója volt.

## Élete

### Fiatalkora
1909-ben látta meg a napvilágot Petricz Zoltán néven Tótkomlóson egy többgenerációs tanítói család gyerekeként. Édesapja, Petricz Mihály szlovák származású volt, aki a helyi szlovák iskolában tanított. Édesanyja, Joób Margit magyar anyanyelvű oktató volt.
1932-ben szerzett tanári diplomát a budapesti Pázmány Péter Egyetemen, magyar–német szakon. Itt ismerte meg későbbi feleségét, Patek Karolát. 

### Az Orosházi Gimnáziumi Előkészítő Tanfolyam és az Orosházi Evangélikus Gimnázium (1933–1950)
Orosháza területén 1862 és 1933 között három alkalommal is történt kísérlet a gimnázium alapítására. A község vezetése az 1930-as évek elején vetette fel újra egy községi gimnázium létesítését. Musulin Béla és Péterfia Zoltán szervezkedni kezdett ez ügyben, azonban a Vallás- és Közoktatásügyi Minisztérium, valamint a Békés vármegyei főispán is elutasította az ötletet. Ezért egy gimnáziumi előkészítő tanfolyamot indítottak el. 
1933 és 1943 között Péterfia Zoltán látta el az intézményvezető-helyettesi pozíciót, még azután is, hogy 1937-ben az evangélikus egyház átvette az intézmény fenntartójának szerepét. 1950-ig még tanított az intézményben magyart és németet, majd az államosítást követően felmondott, és családjával elköltözött Orosházáról. 

### Élete az Orosházi Evangélikus Gimnázium után
1950-ben a családjával Pécsre költözött. 1953-ban kezdett el dolgozni a Pécsi Tudományegyetem Állam- és Jogtudományi Karnának lektorátusán, ahol orosz és német nyelven oktatott hallgatókat, valamint általános nyelvi és jogi szaknyelvi kurzusokat hirdetett. Később az egyetem adjunktusa is lett. 1976-ban vonult nyugdíjba.
1956 után szervezte meg Baranya megyében a Tudományos Ismeretterjesztő Társulat (TIT) szervezetét, amelynek éveken keresztül a titkára volt. Ezek keretén belül szervezte meg a Pécsi Nyári Szabadegyetemet, a Népek Barátsága Szabadegyetemet és a Munkácsy Mihály Szabadegyetemet.
A mély vallásos életének köszönhetően a pécsi Vasas városrész evangélikus hitgyülekezetének énekkarát vezette és prédikátora is volt. 
1996-ban alapította meg a Magyar Fészek Alapítványt, melynek célja a magyar kultúra ápolása és a hazai népességfogyás elleni küzdelem.
2005. július 2-án, 97 évesen hunyt el Pécsett.

## Családja
Felesége Patek Karola cseh felmenőkkel bíró magyar–német szakos tanárnő volt, akit az egyetemi évei alatt ismert meg. Felesége 1933 és 1937 között a Gimnáziumi Előkészítő Tanfolyamon tanított.
Házasságukból tíz gyermekük született, az első 1935-ben, a tizedik 1950-ben. Emellett 30 unokája és dédunokája volt.

## Emlékezete
- 2008-ban az Orosházi Táncsics Mihály Gimnázium épületében a földszinti folyosón emléktáblát avattak a gimnáziumi tanfolyam alapítóinak és első tanárainak emlékére.[6]